# David Balaguer
Pour les articles homonymes, voir Balaguer (homonymie).

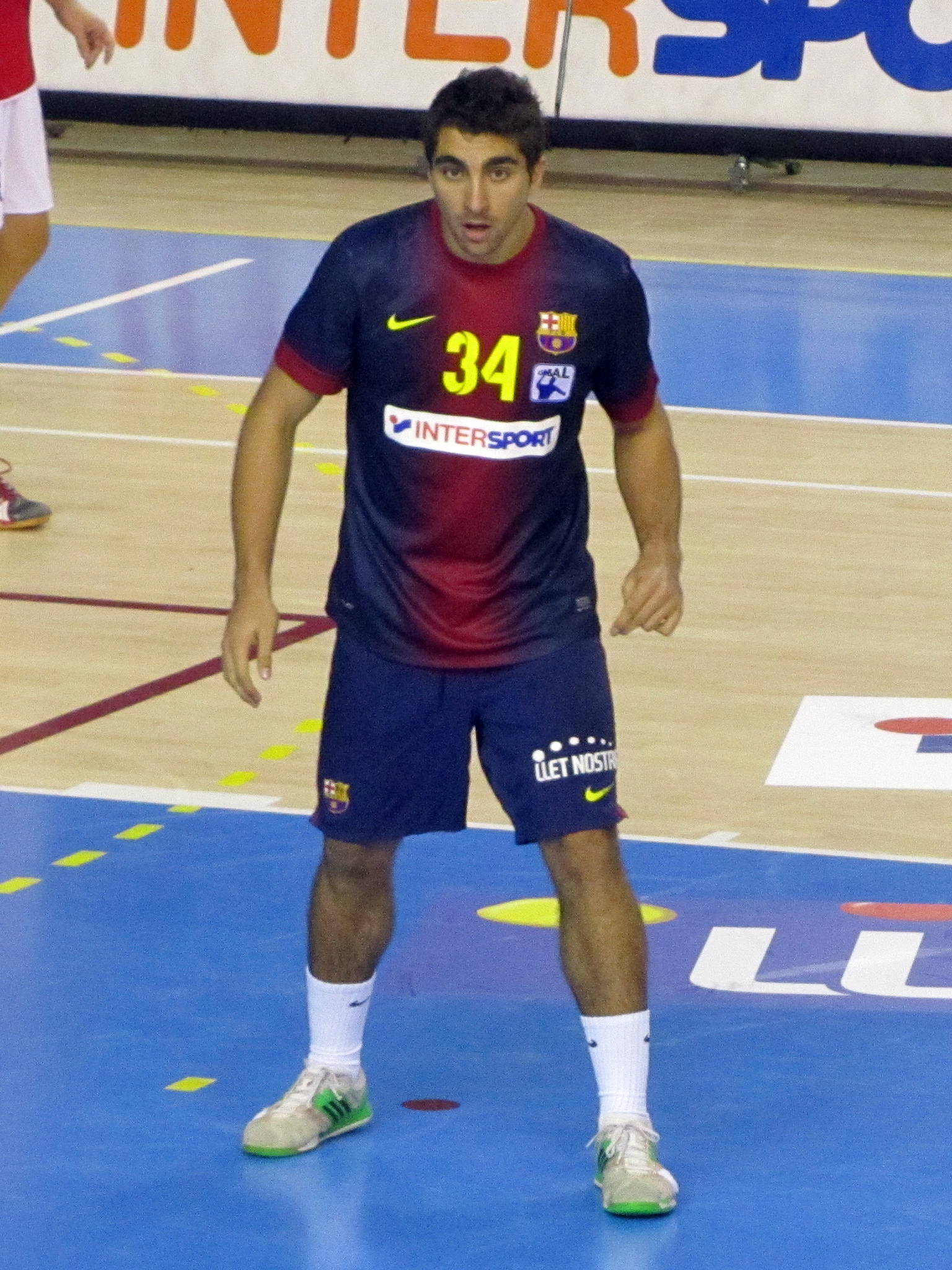
David Balaguer avec le FC Barcelone en 2012.

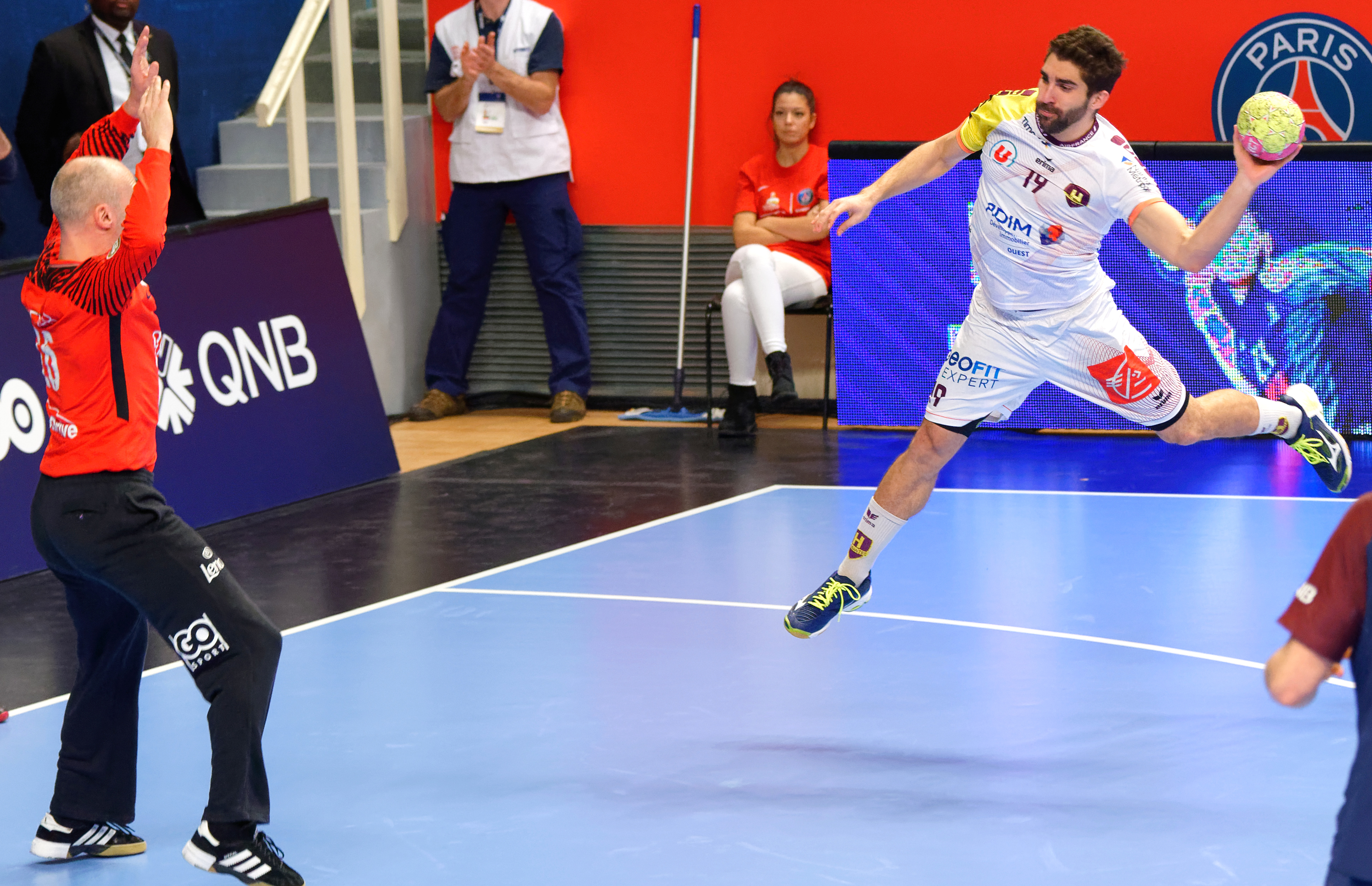
David Balaguer au tir avec Nantes face au Parisien Thierry Omeyer en 2017.

David Balaguer Romeu, né le 17 août 1991 à Barcelone, est un handballeur espagnol.
Il joue au poste d'ailier droit au Paris Saint-Germain depuis le début de la saison 2022 et en équipe nationale d'Espagne depuis 2017.

## Biographie
Enfant, il voulait jouer au football comme son père, professionnel en troisième division, mais sa mère s'y est refusée car elle n'appréciait pas les à-côtés. Après des essais infructueux au basket, judo et rink-hockey, il découvre le handball à l'école de Safa Horta à Barcelone, club qui avait vu passer Valero Rivera père et fils et David Barrufet. Gaucher, il intègre le centre de formation du FC Barcelone pour la saison 2004/2005. Il joue son premier match avec l'équipe professionnelle en octobre 2011 à l'occasion d'un match de Ligue des champions face à Zagreb où il marque 2 buts. Malgré tout, il peine à s'imposer derrière Víctor Tomás (il ne marque par exemple qu'un but en deux matchs lors de la Ligue des champions 2013-2014) et il rejoint en 2014 le BM Ciudad Encantada.
En mars 2015, alors qu'il était deuxième meilleur buteur de la Liga Asobal avec 135 buts marqués, il signe un contrat de deux ans au HBC Nantes,. Il est alors une des révélations en France et en Europe avec notamment des années 2017 et 2018 très prolifiques puisqu'il est élu meilleur ailier droit deux fois en Championnat de France (en 2017-2018 et 2018-2019) ainsi que lors de la Ligue des champions 2017-2018 où Nantes est finaliste. Dans le même temps, il connait ses premières sélections en équipe nationale d'Espagne et devient Champion d'Europe en 2018.
En novembre 2021, il signe un contrat de deux ans au Paris Saint-Germain à compter de la saison 2022/2023.

## Palmarès

### En clubs
Compétitions internationales
- Finaliste de la Ligue des champions en 2018
- Finaliste de la Coupe de l'EHF en 2016

Compétitions nationales
- Vainqueur du Championnat d'Espagne (3) : 2012, 2013, 2014
- Vainqueur de la Coupe du Roi (1) : 2014
- Vainqueur de la Coupe ASOBAL (3) : 2012, 2013, 2014
- Vainqueur de la Supercoupe d'Espagne (2) : 2012, 2013
- Championnat de France
  - Vainqueur (3) : 2023, 2024 et 2025
  - Deuxième en 2017, 2020 et 2022
- Coupe de France
  - Vainqueur en 2017
  - Finaliste en 2022, 2024, 2025
- Coupe de la Ligue
  - Vainqueur en 2022
  - Finaliste en 2017
- Trophée des champions
  - Vainqueur en 2017 et 2023
  - Finaliste en 2022 et 2024

### En équipe nationale
- 5e place au Championnat du monde 2017 en  France
- Médaille d’or au Championnat d'Europe 2018 en  Croatie

### Distinctions individuelles
- élu meilleur ailier droit du Championnat de France en 2017-2018 et 2018-2019
- élu meilleur ailier droit de la Ligue des champions en 2017-2018